# Laokaya
Laokaya is een kevergeslacht uit de familie van de boktorren (Cerambycidae). De wetenschappelijke naam van het geslacht werd voor het eerst geldig gepubliceerd in 1928 door Pic.

## Soorten
Laokaya is monotypisch en omvat slechts de volgende soort:
- Laokaya vitalisi Pic, 1928